# Łagodne zaburzenia poznawcze
Łagodne zaburzenia poznawcze (ang. mild cognitive impairment, MCI) – odrębny zespół objawów klinicznych, opisywany jako stan przejściowy pomiędzy prawidłowym procesem starzenia się a łagodnym otępieniem.
Kryteria diagnostyczne MCI według Mayo Clinic Group to:
- skargi na upośledzenie pamięci wyrażane przez chorego, jego rodzinę lub lekarza,
- prawidłową codzienną aktywność życiową,
- prawidłowe ogólne funkcjonowanie poznawcze,
- obiektywne stwierdzone pogorszenie pamięci lub upośledzenie innego obszaru poznawczego, potwierdzone odchyleniami standardowymi 1,5 do 2 poniżej wartości adekwatnych do wieku badanego,
- CDR (Clinical Deterioration Rating, Skala Klinicznej Oceny Otępienia) = 0,5,
- brak otępienia.

Aktualnie nie istnieją metody terapii MCI o udokumentowanej skuteczności.